# スンダー・ピチャイ
スンダー・ピチャイ（タミル語: சுந்தர் பிச்சை、英語: Sundar Pichai、 1972年6月10日 - ）は、インド出身のインド系アメリカ人実業家で、Google及びGoogle親会社であるAlphabetの最高経営責任者。2015年の就任当初は日本語で「サンダー・ピチャイ」との表記であったが、現在は「スンダー・ピチャイ」と表記されている。

## 経歴
タミル人の両親のもと、インドに生まれる。子供時代をマドラス（現在のチェンナイ）で過ごす。インド工科大学カラグプル校で金属工学の学士号を得た後に渡米、スタンフォード大学で材料工学の修士号、ペンシルベニア大学ウォートン校で経営学修士号（MBA）を取得した。
アプライド・マテリアルズで技術者・製品管理者として勤めた後、マッキンゼー・アンド・カンパニーを経て、2004年にGoogleへ入社。Google Chromeなどのプロダクトマネジメントに携わった。
2015年、Googleの組織再編とGoogleの持株会社となるAlphabetの設立に伴い、Googleの最高経営責任者に任命された。
2018年8月、Googleが中国政府のネット検閲を受け入れた検索サービスを開発する「ドラゴンフライ計画」を推し進めていることが暴露された際はGoogleの社員1,400人が署名で抗議する事態となり、ピチャイは同年10月に計画を認めて「中国市場の重要性や利用者の多さを考えれば、探求することは重要だ」と正当化し、同年12月のアメリカ合衆国議会の公聴会でこの計画は、同年3月に同様にGoogleの社員から抗議を受けた米軍のAIの軍事利用に協力する「メイヴン計画」（Project Maven (英語版)）とともにAIを用いた兵器開発や人権侵害は行わせないと誓った同年6月のAI開発6原則との整合性でピチャイは追及を受けた。
2019年3月14日、統合参謀本部議長のジョセフ・ダンフォードや国防長官代行のパトリック・シャナハン、大統領のドナルド・トランプから中国でのAI研究拠点の設立などでGoogleは中国人民解放軍に協力していると非難されたことを受け、27日にピチャイはダンフォードやトランプと面談して中国のAI研究拠点の成果は中国に限らず全ての人々に開放されていると釈明した。
2019年10月23日、世界最高速のスーパーコンピューターで1万年かかる計算問題を量子コンピューターが3分20秒で解くことに成功し、Googleは量子超越性を世界で初めて実証したと発表し、ピチャイは地球から最初に飛び立った宇宙ロケットに匹敵する成果と述べた。
2019年12月3日、AlphabetのCEOだったラリー・ペイジの退任に伴い、AlphabetのCEOに任命された。以降、AlphabetとGoogleのCEOをそれぞれ兼任する。

## 人物
妻はアンジャリ・ピチャイ。子供が2人いる。
クリケットファンとして知られる。2022年にはリライアンス・インダストリーズの会長で、世界的な大富豪であるムケシュ・アンバニとクリケットの聖地と呼ばれるローズ・クリケット・グラウンドでクリケットを観戦した。